# Primo ministro del Kurdistan iracheno
Segue la lista dei capi di governo e primi ministri del Kurdistan iracheno, dal 1992 ad oggi.

## Lista dei capi di governo del Kurdistan iracheno (1992-oggi)

### Zone del Kurdistan iracheno controllate dall'UPK (1992-2005)

#### Primi ministri
- Fuad Mesûm (4 luglio 1992 - 26 aprile 1993)
- Kosret Resûl Elî (26 aprile 1993 - 21 gennaio 2001)
- Berhem Salih (21 gennaio 2001 - 15 luglio 2004)
- Omer Fetih Huseyîn (15 luglio 2004 - 14 giugno 2005)

### Zone del Kurdistan iracheno controllate dal PDK (1996-2005)

#### Primi ministri
- Roj Şaweys (26 settembre 1996 - 20 dicembre 1999)
- Nêçîrvan Barzanî (20 dicembre 1999 - 14 giugno 2005)

### Regione del Kurdistan (2006-oggi)

#### Primi ministri
| Ritratto | Nominativo       | Durata del mandato                  | Partito                           |
| -------- | ---------------- | ----------------------------------- | --------------------------------- |
|          | Nêçîrvan Barzanî | 1º marzo 2006 - 31 agosto 2009      | Partito Democratico del Kurdistan |
|          | Berhem Salih     | 1º settembre 2009 - 17 gennaio 2012 | Unione Patriottica del Kurdistan  |
|          | Nêçîrvan Barzanî | 17 gennaio 2012 - 10 giugno 2019    | Partito Democratico del Kurdistan |
|          | Mesrûr Barzanî   | 10 giugno 2019 - in carica          | Partito Democratico del Kurdistan |